# Министерство регионального развития Российской Федерации
Министерство регионального развития Российской Федерации (Минрегион России) — бывший федеральный орган исполнительной власти России, осуществлявший функции по выработке государственной политики и нормативно-правовому регулированию в сфере социально-экономического развития субъектов Российской Федерации, федеративных и национальных отношений, разграничения полномочий по предметам совместного ведения Российской Федерации и субъектов Российской Федерации, местного самоуправления, осуществления приграничного сотрудничества, развития районов Крайнего Севера и Арктики, защиты прав национальных меньшинств, исконной среды обитания и традиционного образа жизни коренных малочисленных народов и этнических общностей.
Штатная численность центрального аппарата на 2012 год 639 работников.

## История
Образовано Указом Президента РФ № 1168 от 13 сентября 2004 г.
8 сентября 2014 года упразднено указом президента РФ В. В. Путина.
Основные функции Минрегиона — выработка и реализация политики и нормативно-правового регулирования:
- в сфере социально-экономического развития субъектов Российской Федерации и муниципальных образований, районов Крайнего Севера и Арктики, осуществления приграничного и межрегионального сотрудничества, территориального планирования, разработки и реализации комплексных проектов социально-экономического развития федеральных округов;
- в сфере оказания государственной поддержки субъектам Российской Федерации и муниципальным образованиям за счет бюджетных ассигнований федерального бюджета;
- в сфере градостроительного зонирования;
- в сфере защиты прав национальных меньшинств и коренных малочисленных народов Российской Федерации, реализации этнокультурных потребностей граждан, принадлежащих к различным этническим общностям, а также по обеспечению эффективного использования субъектами Российской Федерации и муниципальными образованиями средств государственной поддержки, предусмотренных на этнокультурное развитие народов Российской Федерации;
- в сфере территориального устройства Российской Федерации, разграничения полномочий по предметам совместного ведения между федеральными органами исполнительной власти, органами исполнительной власти субъектов Российской Федерации и органами местного самоуправления.

При упразднении полномочия Минрегиона в сфере национальной политики переданы Минкультуры РФ, в сфере социально-экономического развития регионов (включая работу с районами Арктики и Крайнего Севера) — Минэкономразвития России, по государственной политике в сфере территориального устройства РФ — Минюсту России.

## Министры регионального развития РФ
- Владимир Анатольевич Яковлев (13 сентября 2004 — 24 сентября 2007)
- Дмитрий Николаевич Козак (24 сентября 2007 — 14 октября 2008[4])
- Виктор Фёдорович Басаргин (14 октября 2008[5] — 28 апреля 2012)
- Владимир Александрович Токарев (и. о. 28 апреля 2012 — 21 мая 2012)
- Олег Маркович Говорун (21 мая 2012 — 17 октября 2012)
- Игорь Николаевич Слюняев (17 октября 2012 года[6] — 8 сентября 2014)

## Центральный аппарат

### Актуальная структура
- Департамент управления делами
- Департамент правового обеспечения
- Департамент делопроизводства и организационной работы
- Департамент внебюджетных инвестиционных проектов
- Департамент финансирования государственных программ и бухгалтерского учета
- Департамент стратегического развития и государственной политики в сфере территориального планирования
- Департамент контроля за реализацией государственных программ и переданных полномочий
- Департамент международных связей, развития межрегионального и приграничного сотрудничества
- Департамент инвестиционных проектов, целевых и специальных программ развития субъектов Российской Федерации
- Департамент государственной политики в сфере межнациональных отношений
- Департамент развития, комплексной оценки деятельности субъектов Российской Федерации и органов местного самоуправления
- Межрегиональные управления Министерства регионального развития Российской Федерации по федеральным округам

### Структура до 2014 года
- Департамент управления делами
- Департамент организационной работы и контроля
- Департамент стратегического планирования и государственной политики и сфере территориального планирования
- Департамент государственной политики в сфере межнациональных отношений
- Департамент инвестиционных проектов, целевых и специальных программ развития субъектов Российской Федерации
- Департамент развития, комплексной оценки деятельности субъектов Российской Федерации и органов местного самоуправления
- Департамент финансирования государственных программ и бухгалтерского учёта
- Департамент координации государственных отраслевых программ
- Департамент координации подготовки к Олимпийским играм
- Департамент государственной политики в сфере строительства и архитектуры
- Департамент жилищной политики и жилищно-коммунального хозяйства
- Департамент информационных ресурсов и информатизации
- Департамент правового обеспечения
- Межрегиональное управление по Северо-Кавказскому федеральному округу
- Межрегиональное управление по Южному федеральному округу
- Межрегиональное управление по Приволжскому федеральному округу
- Межрегиональное управление по Северо-Западному федеральному округу
- Межрегиональное управление по Центральному федеральному округу